# Renédale
Renédale és un municipi francès situat al departament del Doubs i a la regió de Borgonya - Franc Comtat. L'any 2007 tenia 35 habitants.

## Demografia

### Població
El 2007 la població de fet de Renédale era de 35 persones. Hi havia 12 famílies de les quals 4 eren unipersonals (4 homes vivint sols), 4 parelles sense fills i 4 parelles amb fills.
La població ha evolucionat segons el següent gràfic:
Habitants censats

### Habitatges
El 2007 hi havia 17 habitatges, 12 eren l'habitatge principal de la família, 2 eren segones residències i 3 estaven desocupats. 16 eren cases i 1 era un apartament. Tots els 12 habitatges principals que hi havia estaven ocupats pels seus propietaris; 1 tenia tres cambres, 1 en tenia quatre i 10 en tenien cinc o més. 11 habitatges disposaven pel capbaix d'una plaça de pàrquing. A 5 habitatges hi havia un automòbil i a 7 n'hi havia dos o més.

### Piràmide de població
La piràmide de població per edats i sexe el 2009 era:
| Homes | Edats   | Dones |
| ----- | ------- | ----- |
| 0     | 95 o +  | 0     |
| 0     | 90 a 94 | 0     |
| 0     | 85 a 89 | 0     |
| 0     | 80 a 84 | 0     |
| 4     | 75 a 79 | 0     |
| 0     | 70 a 74 | 0     |
| 4     | 65 a 69 | 8     |
| 0     | 60 a 64 | 0     |
| 0     | 55 a 59 | 0     |
| 4     | 50 a 54 | 0     |
| 0     | 45 a 49 | 4     |
| 0     | 40 a 44 | 0     |
| 0     | 35 a 39 | 0     |
| 0     | 30 a 34 | 0     |
| 0     | 25 a 29 | 0     |
| 8     | 20 a 24 | 4     |
| 0     | 15 a 19 | 0     |
| 0     | 10 a 14 | 0     |
| 0     | 5 a 9   | 0     |
| 0     | 0 a 4   | 0     |

## Economia
El 2007 la població en edat de treballar era de 17 persones, 13 eren actives i 4 eren inactives. Les 13 persones actives estaven ocupades(8 homes i 5 dones).. De les 4 persones inactives 1 estava jubilada, 2 estaven estudiant i 1 estava classificada com a «altres inactius».
Activitats econòmiques
L'únic establiment que hi havia el 2007 era d'una empresa de construcció.
L'únic servei als particulars que hi havia el 2009 era una lampisteria.
L'any 2000 a Renédale hi havia 3 explotacions agrícoles que ocupaven un total de 225 hectàrees.

## Poblacions més properes
El següent diagrama mostra les poblacions més properes.